# Acarospora rhizobola
Acarospora rhizobola är en lavart som först beskrevs av William Nylander och som fick sitt nu gällande namn av Vagn Alstrup. 
Acarospora rhizobola ingår i släktet Acarospora och familjen Acarosporaceae. Arten är reproducerande i Sverige. Inga underarter finns listade i Catalogue of Life.